# German Doner Kebab
German Doner Kebab (GDK) ist eine Fast-Casual-Kette, die sich auf Döner Kebab spezialisiert hat und seit 2017 unter des Managements von Hero Brands ist. German Doner Kebab erschien ursprünglich 1989 in Berlin und wurde 2012 in Dubai in den Vereinigten Arabischen Emiraten von Farshad Abbaszadeh als erste Systemgastronomie-Kette in der Döner-Kebab-Industrie gegründet. Das Unternehmen wurde in 2017 von der Familie Sarwar (Hero Brands) mit einer Mehrheitsbeteiligung gekauft und verlegte seinen Hauptsitz nach Glasgow in Schottland.
Das Unternehmen betreibt mehr als 150 Restaurants im Vereinigten Königreich, Irland, Schweden, in den Vereinigten Staaten, Kanada und im Nahen Osten.

## Geschichte
Das Unternehmen gehört mehrheitlich Hero Brands mit Sitz in Glasgow, dem auch die hawaiianische Lebensmittelmarke Island Poké und das Salatrestaurant Choppaluna gehören.
Ab September 2022 ist die Kette in sieben Ländern tätig; das Vereinigte Königreich, die Vereinigten Arabischen Emirate, Schweden, Kanada, die Vereinigten Staaten, die Republik Irland und Saudi-Arabien.
Das Produkt „Doner Kebab“ wurde in Berlin 1989 erstmals rechtlich mit der Festschreibung der Berliner Verkehrsauffassung für das Fleischerzeugnis Döner Kebab festgelegt. Farshad Abbaszadeh entwickelte daraus 2012 eine Systemgastronomie-Kette unter dem Namen „German Doner Kebab“ und eröffnete die erste Filiale in Dubai. Dann eröffnete er 2014 sein erstes Restaurant im Vereinigten Königreich, Ende 2017 gab es sieben.
Im Jahr 2016 stieß Athif Sarwar während eines Urlaubs in Dubai auf das Franchise und erhielt später die Entwicklungsrechte in Großbritannien. Sarwar erwarb später die internationalen Rechte an der Marke von Farshad Abbaszadeh, dem CEO und Gründer von German Doner Kebab.
Die Kette wurde 2017 mit einer Mehrheitsbeteiligung von der Familie Sarwar gekauft, die den Hauptsitz nach Glasgow verlegte.

### Naher Osten
Im Jahr 2018 hatte die Kette 13 Standorte in den Vereinigten Arabischen Emiraten, und Pläne für eine Erweiterung auf 55 Einheiten im Jahr 2020 wurden damals angekündigt.
Im April 2019 unterzeichnete die Kette einen neuen Franchisevertrag zur Expansion in Saudi-Arabien.

## Produkte
Die Kette verwendet aus Deutschland importiertes Rind- und Hühnerfleisch, um „Konsistenz und Qualität zu bewahren“, wobei ihr geröstetes Waffelbrot ebenfalls aus Deutschland importiert wird. Die Kette gab 2015 an, ihr Fleisch sei zu 100 % Halal.